# Pohri
 (juin 2016).
Pohri est un arrondissement du Cameroun situé dans la région de l'Extrême-Nord et le département du Mayo-Kani.